# Peazens-Moddergat
Peazens-Moddergat (niederländisch Paesens-Moddergat) sind eigentlich zwei Dörfer in der Gemeinde Noardeast-Fryslân in der Provinz Friesland (Niederlande). Doch bilden beide Dörfer eine Gemeinschaft und die Einwohner betrachten es als ein Dorf. Peazens und Moddergat haben zusammen 430 Einwohner (Stand: 1. Januar 2024).
Peazens und Moddergat liegen im Norden der Gemeinde Noardeast-Fryslân und sind zwei Fischerdörfer mit einer langen Geschichte. Eine Sehenswürdigkeit im Dorf ist das Fischermuseum ’t Fiskershúske (Das Fischerhäuschen), in dem man mehr über das frühere Fischerleben erfahren kann. Es besteht aus einigen restaurierten Fischerhäusern aus dem späten 18. Jahrhundert.
Hinter dem Deich hat man eine freie Sicht auf Schiermonnikoog, Engelsmanplaat und bei gutem Wetter auch auf Ameland.

## Geschichte

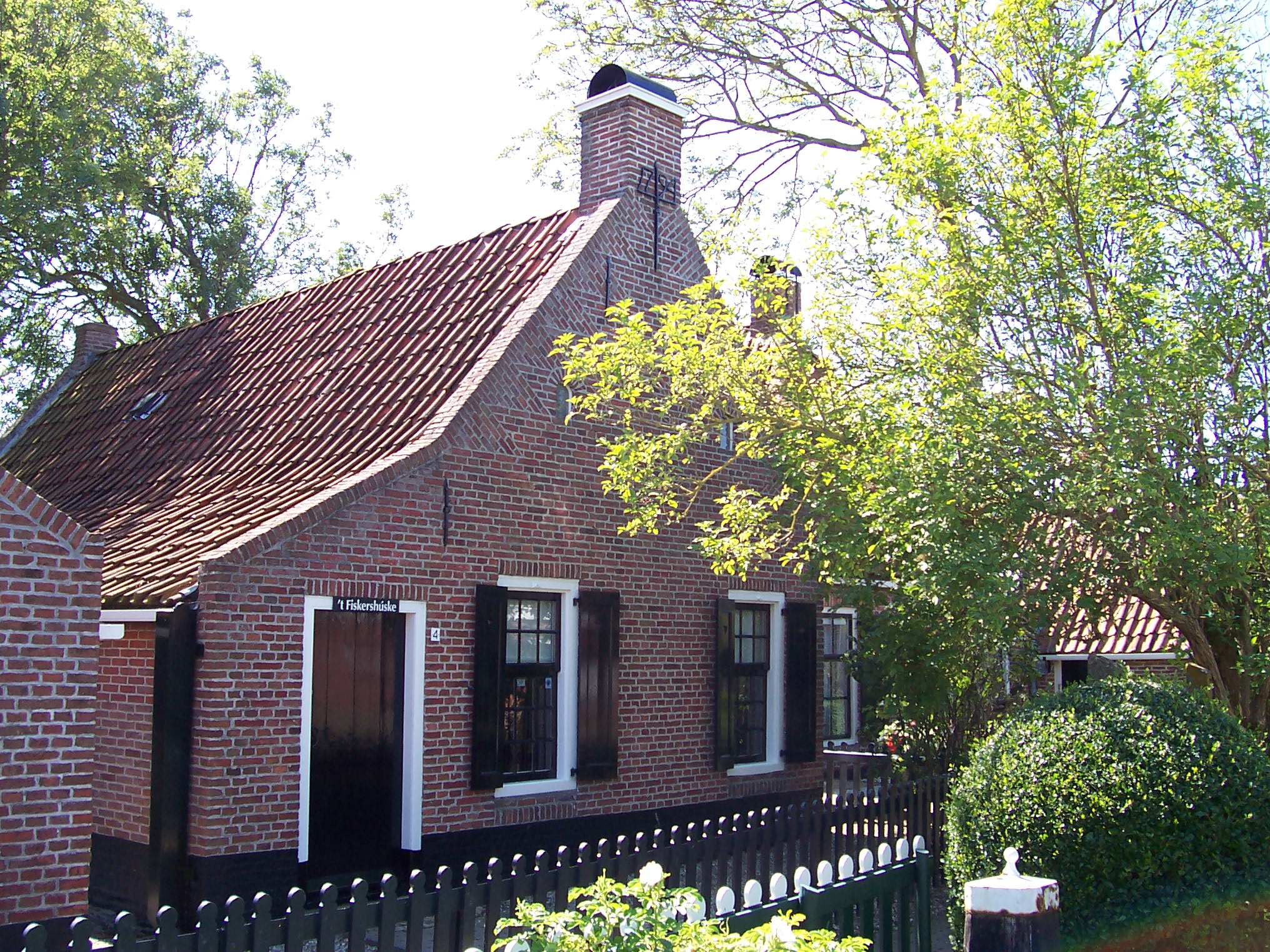
Museum ’t Fiskershúske (Das Fischerhäuschen)

1449 verschlammte der Bach, welcher den Dörfern Peazens und Moddergat ihre Namen gab.
Im 19. Jahrhundert hatte das Dorf eine große Fischereiflotte. Doch fanden in der Nacht vom 5. zum 6. März 1883 in einem Sturm 83 Fischer den Tod und 17 Schiffe wurden zerstört. Diese Katastrophe bedeutete für die Dörfer Peazens-Moddergat den Anfang vom Untergang ihrer Küstenfischerei.
Daran erinnert heute noch ein auf dem Deich errichtetes Denkmal, auf dem die Namen der Fischer und die Registernummern der Schiffe verewigt wurden. Mit den Buchstaben WL werden die Schiffe der ehemaligen Gemeinde Westdongeradeel bezeichnet.
Auch heute nimmt die Fischerei im Dorf noch eine bedeutende Stellung ein. Doch liegen die Schiffe heutzutage im Hafen Lauwersoog. Bis zur 1984 vollzogenen Gebietsreform gehörte Peazens zur ehemaligen Gemeinde Oostdongeradeel und Moddergat zu Westdongeradeel.

### Erdgas
Seit einigen Jahren ist bekannt, dass im Wattenmeer in der Nähe von Moddergat eine beachtliche Menge an Erdgas vorhanden ist. Jahrelang hat es gegen eine geplante Förderung Proteste gegeben, da man eine Verschmutzung des Wassers und der Umgebung befürchtete. Außerdem fürchtete man sich vor einer möglichen Absackung des Bodens im Gefolge der Erdgasgewinnung. In diesem Zusammenhang wurde immer wieder auf Ost-Groningen verwiesen, wo der Boden sukzessive im Gefolge der Erdgasgewinnung absackt. In Middelstum gibt es regelmäßig kleinere Erdbeben, welche auch mit der Erdgasgewinnung in Verbindung gebracht werden. Trotz der heftigen Kontroverse wurde bereits ein Erdgasförderturm im Meer vor Moddergat errichtet.

## Sehenswertes

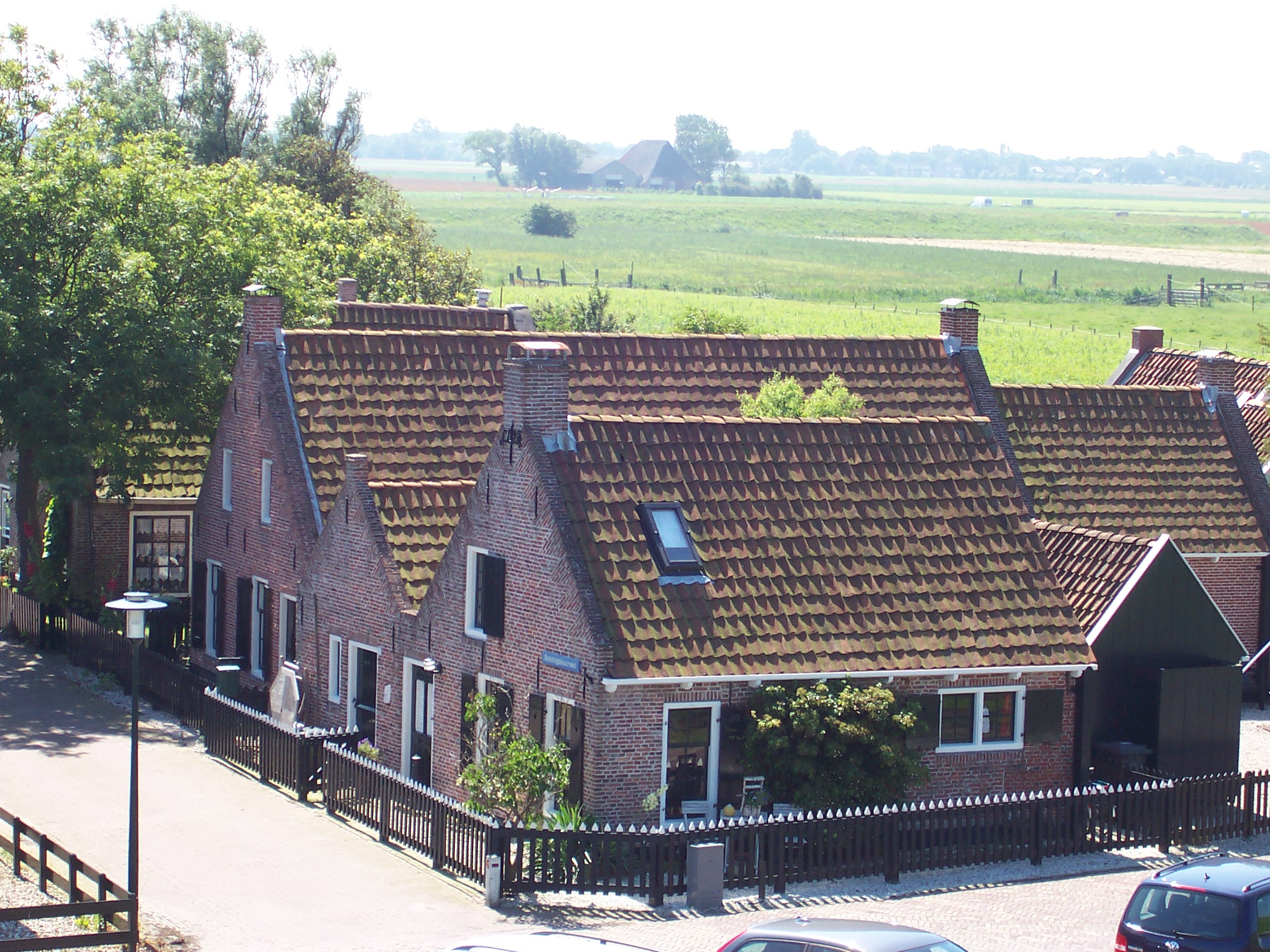
Moddergat von der Seeseite aus gesehen

Die Rundfunkgesellschaft Nederlandse Christelijke Radio Vereniging startete 2004 ein Fernsehprogramm, in dem der schönste Fleck der Niederlande (De mooiste plek van Nederland) ermittelt wurde. In der Finalsendung vom 27. November 2004 kam Moddergat auf den zweiten Platz hinter dem Nationalpark Weerribben.
Am westlichen Ortsrand befindet sich das kleine Freilichtmuseum ’t Fiskershúske, das das Leben der Küstenfischer im 19. und 20. Jahrhundert in mehreren erhaltenen Fischerhäusern zeigt.

## Persönlichkeiten
- Lou Dijkstra (1909–1964), Eisschnellläufer

## Weblinks

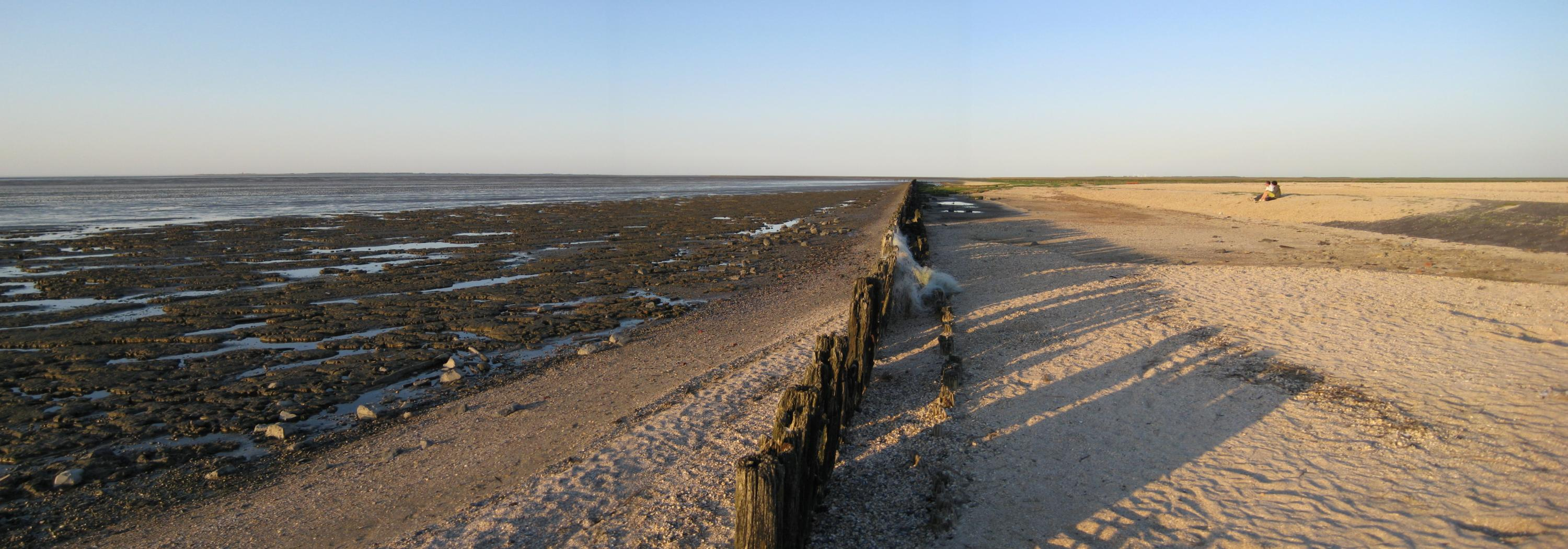
Peasens-Moddergat, Blick auf das Wattenmeer (2008)